# Biondia
Biondia là một chi thực vật thuộc họ Apocynaceae.
Bao gồm các loài:
- Biondia chinensis, Schltr.